# Érik Canuel
Érik Canuel (Montreal, 1961 – Montreal, 15 de junio de 2024) fue un director de cine y televisión canadiense.

## Biografía
Canuel, hijo del actor Yvan Canuel, comenzó su carrera a mediados de la década de 1980 haciendo videos musicales para artistas como Paul Piché, Sass Jordan, Norman Iceberg, Vilain Pingouin y Sylvain Cossette. Después de rodar varios anuncios de televisión, varios de ellos galardonados, trabajó como director en la serie de televisión Big Wolf on Campus, para la cadena Fox, y The Hunger, transmitida por Showtime y The Movie Network.
En 2000, su película IMAX Hemingway: A Portrait ganó un premio Genie al mejor cortometraje documental, así como el Premio Maximum Image  a la mejor película 2D en los Miami Aventura Imax Days. Canuel también dirigió Matthew Blackheart: Monster Smasher en 2000, The Pig's Law (La Loi du cochon) en 2001, Red Nose (Nez rouge) en 2003, The Last Tunnel (Le Dernier Tunnel) en 2004, The Outlander (Le Survenant) en 2005 y Bon Cop, Bad Cop en 2006, recibiendo numerosas nominaciones y premios.
En 2010, Canuel dirigió el episodio "Fa la Erica" (temporada 3, ep. 11) de la serie de televisión Being Erica. En 2016, dirigió un segmento de la película colectiva 9 (9, le film).
En 2020, Canuel dirigió los últimos cuatro episodios titulados "Collapse", "Orphans", "Relapse" y "The Only Way Out Is Through" de la primera temporada de la serie de televisión Transplant.
A menudo hacía cameos en sus propias películas. Canuel murió de leucemia de células plasmáticas el 15 de junio de 2024, a la edad de 63 años.